# Place Saadallah al-Jabiri
La place Saadalah al-Jabiri (ساحة سعدالله الجابري) est une place située au centre de la ville d'Alep, deuxième ville de Syrie par sa population, au nord du pays. C'est la place la plus grande de la ville et le lieu de rassemblements, de fêtes et de manifestation diverses. Elle est adjacente au jardin public d'Alep.
La place porte le nom de l'ancien Premier ministre Saadallah al-Jabiri (1893-1947) dont un buste orne un côté. La place a été le théâtre d'un attentat extrêmement violent en octobre 2012 qui a coûté la vie à quarante personnes.

## Attentat du 3 octobre 2012

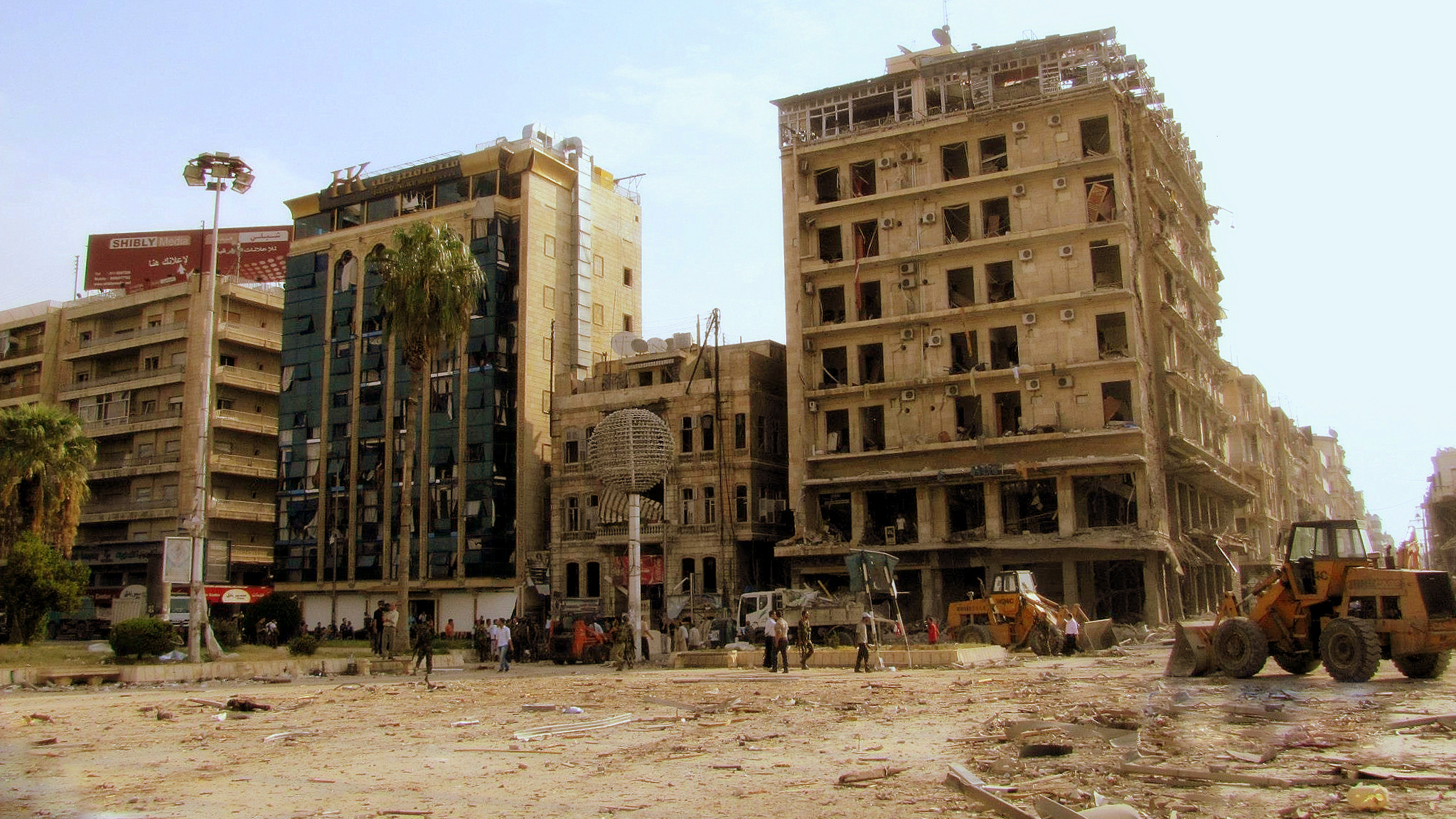
Après les explosions du 3 octobre 2012.

Peu après le début de la guerre civile syrienne, la place est le théâtre d'attentats-suicides, le 3 octobre 2012. Trois bombes humaines explosent dans des voitures dans la partie Est de la place provoquant la mort de quarante personnes, tandis que cent vingt-deux sont gravement blessées. Abou Firas al-Halibi de l'armée syrienne libre revendique l'attentat au nom du « conseil de la révolution syrienne ».
Les bombes visaient le club des officiers, l'hôtel Touristic, l'hôtel Mirage (près de la porte Bab al-Jinan) et le célèbre café Jouha. Les immeubles sont sévèrement endommagés et le café Jouha, entièrement détruit. Les victimes sont civiles.

## Illustrations

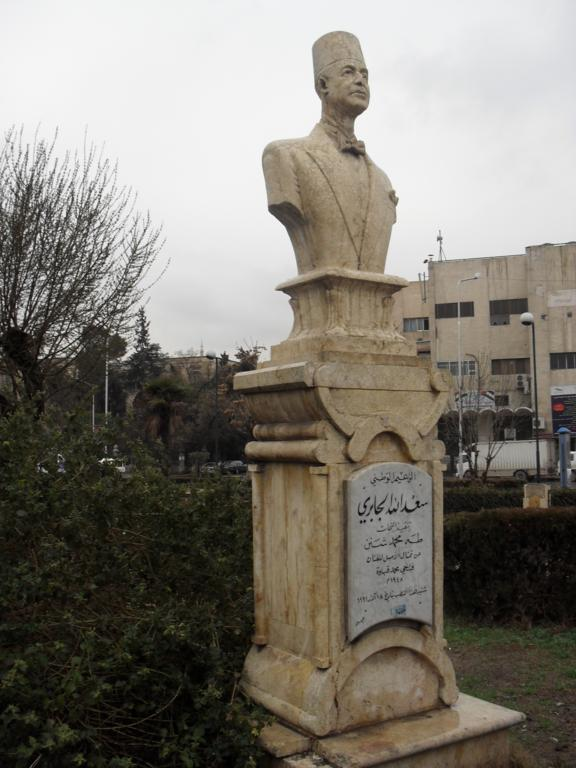
Buste de Saadallah al-Djabiri
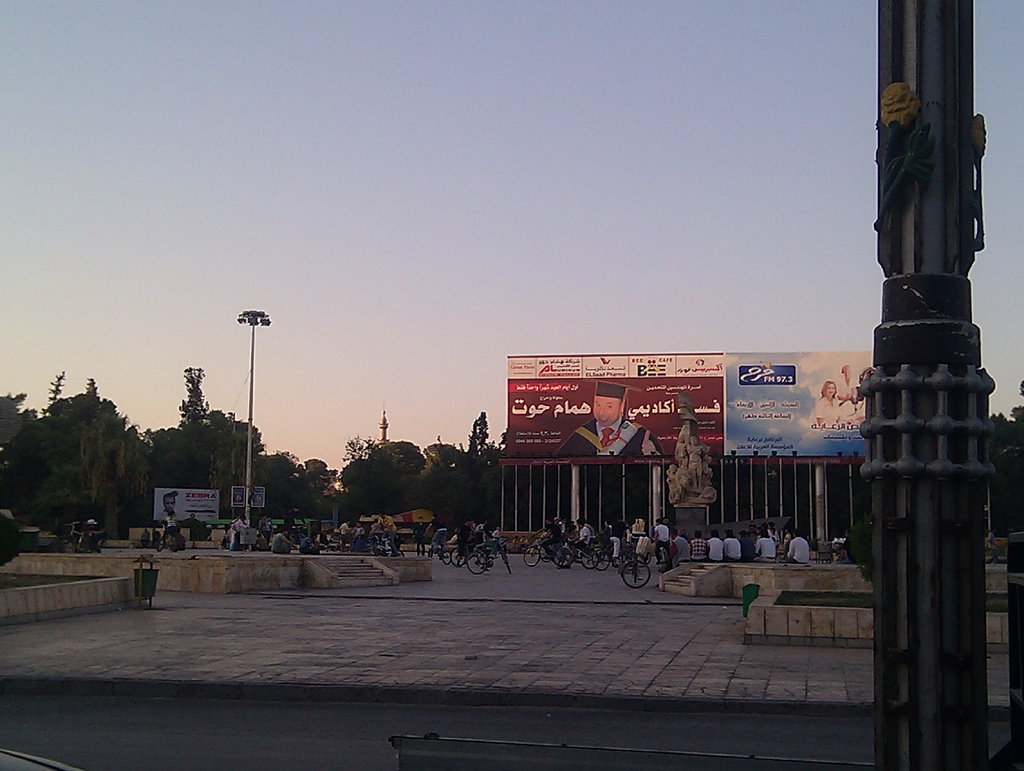
La jeunesse par un soir de fin d'été sur la place, en 2010
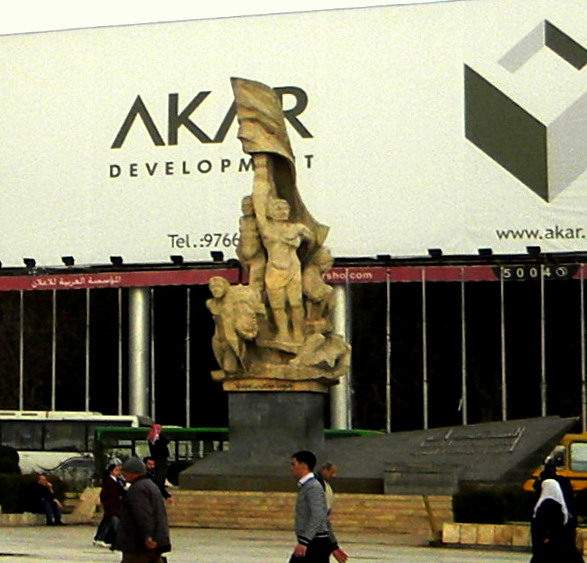
Le monument aux combattants d'Alep, dits martyrs